# Meet the Press
Meet the Press — щотижнева інформаційна передача американського телеканалу NBC. Є найстарішою телепрограмою в історії американського мовлення, хоча сучасні випуски мають мало спільного з початковими. Перший випуск програми з'явився в ефірі 6 листопада 1947 року. Основою передачі є висвітлення поточних новин та інтерв'ю відомих людей.
У 2006 році при Тімі Рассерті в якості ведучого Meet the Press стала найбільш рейтинговою програмою серед недільних ток-шоу. До кінця 2013 року втратила свої позиції, ставши третьою в рейтингу, що викликало сумніви керівництва NBC в необхідності продовжувати його випуск.
Ведучими передачі були 11 осіб починаючи з Марти Раунтрі. Останнім її ведучим був Девід Грегорі, якого з 7 вересня 2014 року замінив Чак Тодд.
Meet the Press — перша програма, в якій у прямому ефірі з'явився чинний президент Сполучених Штатів Америки. Ним став Джеральд Форд 9 листопада 1975 року.